# Daniel Vigne
Daniel Vigne (Moulins, 12 de octubre de 1942) es un director de cine y guionista francés. Ha dirigido películas como El regreso de Martin Guerre (1982), El autoestopista (1983) o Fatou la Malienne (2001).

## Filmografía
- 1968 : La Vie, l'Amour, la Mort de Claude Lelouch (director ayudante)
- 1968 : Treize jours en France de Claude Lelouch et François Reichenbach (director ayudante)
- 1972 : L'aventure c'est l'aventure de Claude Lelouch (director ayudante)
- 1973 : Les Hommes
- 1976 : Histoires peu ordinaires (serie)
- 1982 : El regreso de Martin Guerre
- 1985 : Une femme ou deux
- 1989 : Comédie d'été
- 1992 : Highlander (« Highlander ») (serie)
- 1992 : La Peur (TV)
- 1994 : 3000 scénarios contre un virus
- 1995 : Noël et après (TV)
- 1997 : Le juge est une femme (épisode : Drôle de jeu) (serie)
- 1996 : Pêcheur d'Islande (TV)
- 1998 : Maintenant et pour toujours (TV)
- 1999 : La Kiné (TV)
- 2000 : Le Mal des femmes
- 2001 : Fatou la Malienne (TV)
- 2002 : L'Enfant des lumières (serie TV)
- 2003 : Fatou, l'espoir (TV)
- 2004 : Un fils sans histoire (TV)
- 2006 : Les Aventuriers des mers du Sud (TV)
- 2006 : Jean de la Fontaine, le défi
- 2014  : Martin guerre, retour au village

## Premios
- 3 Premios César durante los Césars del cine 1983 para El Regreso de Martin Guerra: César del mejor guion original o adaptación, César de la mejor decoración (Alain Negra), César de la mejor música (Michel Portal) sobre 5 nominaciones.
- FIPA de oro en Biarritz por la mejor ficción en los premios FIPA 2001 por Fatou la Malienne.
- Sept de oro a la mejor película de televisión por Fatou la Malienne.
- Premio a la mejor película del Festival Europeo de Reims por El Miedo.
- Nymphe de oro de la interpretación en Montecarlo por El Miedo.
- Premio a la puesta en escena en el Festival de Ischia (Italia) por Jean de la Fontaine, le défi (2007)